# Karl Alfons Portele
Karl Alfons Portele (von 1917 bis 1919 Karl Alfons von Portele, * 13. Februar 1912; † 24. September 1993) war ein österreichischer Pathologe.

## Leben
Karl Alfons von Portele entstammte einer österreichischen Beamtenfamilie. Sein Vater war der 1917 nobilitierte Önologe Karl von Portele.
In seiner Jugend war Portele Ringer und Reporter. Er studierte Medizin an der Universität Wien und trat dort 1937 der K.H.V. Welfia Klosterneuburg im ÖCV bei. Als Monarchist gehörte Portele nach dem „Anschluss“ Österreichs zum Widerstandskreis um Wilhelm von Hebra. Am 18. April 1939 wurde er von der Geheimen Staatspolizei in Österreich verhaftet. Er wurde zum Tode verurteilt. Das verhängte Todesurteil wurde mehrmals aufgeschoben, meist unter dem Vorwand einer in Haft zugezogenen Tuberkulose. Verurteilt zu einer Zuchthausstrafe, für wehrunwürdig erklärt und vom Medizinstudium ausgeschlossen, verbrachte er die Jahre 1939 bis 1943 im Zuchthaus. In der Gestapohaft in Regensburg wurde er Mitglied des (legitimistischen) Corps der Ottonen. Er blieb ihm zeitlebens verbunden und gründete zu seinem Andenken den farbentragenden Männerbund Lutetia Parisiorum. Nach überraschender Aufhebung seiner Haft kehrte er 1944 nach Wien zurück. Das Medizinstudium beendete er 1946.
Noch im selben Jahr trat er als Assistent in das Pathologische Institut der Universität Wien ein, das damals unter der Leitung von Hermann Chiari stand. Portele widmete sich hier vor allem der Bakteriologie. Vor allem befasste er sich mit der Leptospirose. Von 1946 bis 1965 leitete er die Untersuchungsstelle für Leptospiren für Österreich bzw. für Niederösterreich und Wien. Im Brennpunkt seines Interesses stand der Leptospirenbefall von Wiener Kanalratten, besonders im Hinblick auf dessen Risiko für die Arbeiter in der Kanalreinigung. Fast alle Wiener Kanalarbeiter kannten ihn und besuchten ihn in voller Arbeitskleidung im Allgemeinen Krankenhaus der Stadt Wien. Für Studienaufenthalte war er am Königlichen Tropeninstitut in Amsterdam, am Bakteriologischen Institut in St. Gallen und am Nationalen Institut für Gesundheit in Rom.
1947 wurde Portele von Chiari beauftragt, neben der Routinearbeit auch das pathologisch-anatomische Museum zu betreuen. Das Verhältnis der beiden Pathologen war gespannt. Aus wechselseitiger Geringschätzung wurde offene Feindschaft. Die Neubesetzung des Lehrstuhls im Jahr 1969 brachte dem Museum Aufwind. Der neue Ordinarius Johann Heinrich Holzner schätzte Portele als Person und würdigte den Wert der einzigartigen Sammlung. Er unterstützte Porteles Idee, das Museum vom Pathologischen Institut räumlich und verwaltungstechnisch zu trennen und mit einem eigenen Budget auszustatten. In langwierigen Verhandlungen mit Hertha Firnberg gelang es Portele 1974, den Bund zur Übernahme der Sammlung zu bewegen. Das Pathologisch-anatomische Bundesmuseum wurde im Narrenturm untergebracht. Portele fungierte bis zu seinem Tod als Direktor. In Konkurrenz zu den Medizinisch-technischen Diensten initiierte er die Ausbildung der (weiblichen) Diplomierten medizinisch-technischen Fachkräfte (biomedizinische Analytikerin). Das Gesetz wurde 1961 verabschiedet.
Er wurde auch Mitglied des freien Corps Austro-Germania. Er gründete den Verein der Freunde der Pathologisch-anatomischen Museen in Österreich, dessen Präsident er bis zu seinem Tod blieb. Beigesetzt wurde er auf dem Dornbacher Friedhof.

## Übernommene Sammlungen
Durch die Übernahme vieler Sammlungen machte Portele das Bundesmuseum zur weltweit größten Präparatesammlung mit 25.000 Feuchtpräparaten.
| Sammlung                                                              | Einrichtung                                               |
| --------------------------------------------------------------------- | --------------------------------------------------------- |
| Leopold Arzt und Wilhelm Kerl                                         |                                                           |
| Gerhard Alth                                                          | Strahlentherapie vom Krankenhaus Lainz                    |
| Hans Asperger                                                         | Allgemeines Krankenhaus der Stadt Wien Kinderklinik       |
| Heinz Flamm                                                           | Hygiene-Institut                                          |
| Hugo Husslein                                                         | Allgemeines Krankenhaus der Stadt Wien II. Frauenklinik   |
| Rudolf Langer                                                         | Krankenhaus Mistelbach HNO                                |
| Karl Lebeda                                                           | Institut für veterinärmedizinische Untersuchungen Mödling |
| Rudolf Niederhuemer                                                   | Technisches Museum Wien                                   |
| Otto Novotny                                                          | Allgemeines Krankenhaus der Stadt Wien HNO                |
| Franz Pötsch                                                          | BA für Impfstoffgewinnung Wien                            |
| Josef Söltz-Szöts                                                     | Rudolfstiftung Dermatologie                               |
| Peter Wurnig                                                          | Mautner Markhof’sches Kinderspital Chirurgie              |
| Sammlung des anatomischen Instituts Wien                              |                                                           |
| Familie Henning                                                       |                                                           |
| Sammlung Wieden                                                       |                                                           |
| Sammlung Rudolfstiftung                                               |                                                           |
| Sammlung Wilhelminenspital                                            |                                                           |
| Sammlung Lainz                                                        |                                                           |
| Sammlung Graz                                                         |                                                           |
| Sammlung Bonn                                                         |                                                           |
| Sammlung Wuppertal                                                    |                                                           |
| Sammlung Hamburg                                                      |                                                           |
| Sammlung Innsbruck                                                    |                                                           |
| Sammlung Krankenhaus St. Elisabeth Wien                               |                                                           |
| Sammlung Kaiser Franz Josef Spital                                    |                                                           |
| Sammlung UFK Meidling                                                 |                                                           |
| Sammlung der Semmelweis-Frauenklinik                                  |                                                           |
| Haus der Natur Salzburg                                               |                                                           |
| Sammlung der Baumgartner Höhe                                         | Otto-Wagner-Spital                                        |
| Sammlung der Magistratsabteilung 60 – Veterinärdienste und Tierschutz |                                                           |
| Sammlung Kincel                                                       |                                                           |

## Ehrungen
- Hofrat
- Ehrenzeichen für Verdienste um die Republik Österreich (1965)
- Ehrenzeichen für Verdienste um die Befreiung Österreichs (1978)
- Österreichisches Ehrenkreuz für Wissenschaft und Kunst I. Klasse (1981)